# Теорема Каратеодорі про відповідність границь
Теорема Каратеодорі — твердження у комплексному аналізі, що у певному сенсі доповнює теорему Рімана про відображення. Доведена у 1913 році грецьким математиком Костантином Каратеодорі, на честь якого вона названа.

## Твердження теореми
Нехай f відображає відкритий одиничний круг D конформно на обмежену область U у C (тобто відображення є голоморфним і ін'єктивним). Якщо границя ∂U області U є простою жордановою кривою, то для f існує неперервне продовження на замкнутий одиничний круг і це продовження буде гомеоморфізмом.

## Доведення
Нехай ∂U є жорданова крива. Спершу доведемо, що f неперервно продовжується на одиничний круг. Це продовження існує якщо і тільки якщо f є рівномірно неперервною на D: якщо продовження існує то воно є неперервним на замкнутому крузі, що є компактною множиною і тому рівномірно неперервним. Навпаки якщо f є рівномірно неперервною, то неважко помітити, що вона має границі на одиничному колі і на замкнутому крузі виконуються ті ж нерівності рівномірної неперервності.
Припустимо, що f не є рівномірно неперервною. Тоді існує число ε > 0, точка ζ на одиничному колі і послідовності zn, wn що прямують до ζ але |f(zn) − f(wn)| ≥ 2ε для всіх n.
Для 0 < r < 1, нехай γr позначає дугу кола | z − ζ | = r, що належить D. Тоді f ∘ γr є жордановою кривою. Її довжину можна оцінити за допомогою нерівності Коші — Буняковського:
{\displaystyle \displaystyle {\ell (f\circ \gamma _{r})=\int _{\gamma _{r}}|f^{\prime }(z)|\,|dz|\leq \left(\int _{\gamma _{r}}\,|dz|\right)^{1/2}\cdot \left(\int _{\gamma _{r}}|f^{\prime }(z)|^{2}\,|dz|\right)^{1/2}\leq (\pi r)^{1/2}\cdot \left(\int _{\{\theta :|\zeta +re^{i\theta }|<1\}}|f^{\prime }(\zeta +re^{i\theta })|^{2}\,r\,d\theta \right)^{1/2}.}}
Звідси можна одержати обмеження:
{\displaystyle \displaystyle {\int _{0}^{1}\ell (f\circ \gamma _{r})^{2}\,{dr \over r}\leq \pi \int _{0}^{1}\int _{\{\theta :|\zeta +re^{i\theta }|<1\}}|f^{\prime }(\zeta +re^{i\theta })|^{2}\,r\,d\theta dr<\pi \int _{|z|<1}|f^{\prime }(z)|^{2}\,dx\,dy=\pi \cdot {\rm {Area}}\,f(D)<\infty .}}
Із скінченності інтеграла у лівій частині випливає існування послідовності rn спадної до 0 для якої {\displaystyle \ell (f\circ \gamma _{r_{n}})} прямує до 0. Але довжина кривої g(t) для t із проміжку (a, b) є рівною
{\displaystyle \displaystyle {\ell (g)=\sup _{a<t_{1}<t_{2}<\cdots <t_{k}<b}\sum _{i=1}^{k-1}|g(t_{i+1})-g(t_{i})|.}}
Із скінченності {\displaystyle \ell (f\circ \gamma _{r_{n}})} випливає, що крива має дві граничні точки an, bn на двох кінцях і |an – bn| ≤  {\displaystyle \ell (f\circ \gamma _{r_{n}})}, тож ця відстань, як і діаметр кривої, прямують до 0. Ці дві граничні точки належать ∂U, оскільки f є гомеоморфізмом між D і U і тому послідовність, що збігається у U є образом послідовності, що збігається у D. Згідно припущення між колом ∂D і ∂U існує гомеоморфізм β. Оскільки β−1 є рівномірно неперервним, відстань між двома точками ξn і ηn, що є образами an і bn із ∂U при відображенні β−1 прямує до 0. Тож зрештою можна визначити меншу дугу кола ∂D між точками ξn і ηn. Нехай τn позначає образ цієї дуги при відображенні β. Із рівномірної неперервності β випливає, що діаметр множини τn у ∂U прямує до 0. Разом τn і f ∘ γrn утворюють замкнуту жорданову криву. Множина її внутрішніх точок Un міститься у U згідно властивостей жорданових кривих для ∂U і ∂Un: справді U є внутрішньою областю для ∂U оскільки вона є обмеженою, зв'язаною і є відкритою і замкнутою у доповненні до ∂U; отже зовнішня область для ∂U є необмеженою, зв'язаною і не перетинається із ∂Un, тому її замикання міститься у замиканні зовнішньої області для ∂Un; після переходу до доповнень одержується необхідне включення. Діаметр ∂Un прямує до 0 оскільки діаметри множин τn і f ∘ γrn прямують до 0. Тому і діаметр множини Un прямує до 0. (Оскільки {\displaystyle {\bar {U}}_{n}\times {\bar {U}}_{n}} є компактною множиною, то {\displaystyle {\bar {U}}_{n}} містить дві точки u і v відстань між якими є максимальною. Легко бачити, що u і v належать ∂U і діаметри множин U і ∂U є рівними {\displaystyle |u-v|}.)
Якщо Vn позначає перетин одиничного круга D і круга |z − ζ| < rn, то для всіх достатньо великих n  справедливою є рівність f(Vn) = Un. Справді, дуга γrn ділить D на Vn і доповнюючу область {\displaystyle V_{n}'}, отже оскільки f є конформним гомеоморфізмом то крива f ∘ γrn ділить U на {\displaystyle f(V_{n})} і доповнюючу область {\displaystyle f(V_{n}')}. Un є компонентою зв'язності U \ f ∘ γrn, оскільки вона є зв'язаною і є відкритою і замкнутою у цій множині. Тому {\displaystyle U_{n}} є рівною або {\displaystyle f(V_{n})} або {\displaystyle f(V_{n}')}. Діаметр множини {\displaystyle f(V_{n}')} не зменшується із зростанням n, оскільки із {\displaystyle n<n'} випливає {\displaystyle V_{n}'\subset V_{n'}'}. Оскільки діаметр множини Un прямує до 0 при зростанні n до безмежності, він зрештою стає меншим, ніж діаметр множини {\displaystyle f(V_{n}')} і тоді f(Vn) = Un.
Отож діаметр множини f(Vn) прямує до 0. З іншого боку, розглядаючи при необхідності підпослідовності послідовностей (zn) і (wn),можна вважати, що zn і wn належать Vn. Але це приводить до суперечності адже |f(zn) − f(wn)| ≥ ε. Тому f є рівномірно неперервною на U.
Отож f неперервно продовжується на замкнутий круг. Оскільки f(D) = U, із компактності замкнутого круга випливає, що його образом при відображенні f є замикання U і відповідно образом кола ∂D є жорданова крива ∂U. Якщо f не є ін'єктивним, то існують точки u, v на ∂D для яких u ≠ v і f(u) = f(v). Нехай X і Y є радіусами із 0 до точок u і v. Тоді f(X ∪ Y) є замкнутою жордановою кривою. Подібно як і вище доводиться, що внутрішня область для V міститься у U і є компонентою зв'язності для U \ f(X ∪ Y). З іншого боку D \ (X ∪ Y) є диз'юнктним об'єднанням двох відкритих секторів
W1 і W2. Тому для одного з них, наприклад для W1 виконується рівність f(W1) = V. Нехай Z позначає частину границі ∂W1 на одиничному колі. Z є замкнутою дугою і f(Z) є підмножиною ∂U і замикання V. Але їх перетин є одною точкою і тому f є константою на Z.
Але у цьому випадку f має бути константою на всьому одиничному крузі, що не є можливим. Справді нехай  f є константою на Z і нехай довжина дуги Z є рівною {\displaystyle 2\pi a}, де {\displaystyle 0<a<1.} Розглядаючи функцію f - z0  якщо потрібно, можна вважати, що f = 0. Якщо {\displaystyle n} є  цілим числом для якого {\textstyle {1 \over n}<a}, то для будь якого комплексного числа {\displaystyle z,\ |z|=1}, числа {\displaystyle e^{2\pi ij \over n}z} для {\displaystyle j\in 0,\ldots ,n-1} розташовані рівномірно на одиничному колі і довжини дуг між ними є рівними {\textstyle {2\pi  \over n}<2\pi a,} тож хоча б одне із цих чисел належить дузі Z.
Якщо тепер визначити функцію {\textstyle g(z)=\prod _{j=0}^{n-1}f\left(e^{2\pi ij \over n}z\right)}, то із попереднього {\displaystyle |z|=1} один із аргументів функцій у добутку належить Z і тому один із множників і весь добуток є рівним нулю, тобто {\textstyle g(z)=0} для {\displaystyle |z|=1.} Оскільки функція {\textstyle g} є голоморфною у відкритому одиничному крузі, то з інтегральної формули Коші випливає, що для будь-якого {\displaystyle w\in D}  і будь-якого числа {\displaystyle |w|<r<1:}
{\displaystyle g(w)={1 \over 2\pi i}\int _{|z|=r}{g(z) \over z-w}\,dz}
Але функція {\textstyle g} є неперервною і, відповідно, рівномірно неперервною на замкнутому крузі і тому для довільного {\displaystyle \varepsilon >0} для {\displaystyle r} достатньо близьких до одиниці {\textstyle g(z)<\varepsilon } для {\displaystyle |z|=r.} Для таких {\displaystyle r} справедливим є обмеження {\textstyle \left|{g(z) \over z-w}\right|\leqslant {\varepsilon  \over r-|w|}} і тому також {\textstyle |g(w)|\leqslant {\varepsilon  \over r-|w|}.} Із довільності {\displaystyle \varepsilon } випливає, що {\textstyle |g(w)|} є як завгодно малим і тому {\textstyle g(w)=0} для всіх {\displaystyle w\in D}. Але якщо  f  є ненульовою голоморфною у відкритому одиничному кузі функцією то її нулі є ізольованими, а тому у будь-якому замкнутому крузі з центром у точці 0  і радіусом меншим 1, кількість нулів є скінченною. Це ж тоді є справедливим і для всіх  {\textstyle f\left(e^{2\pi ij \over n}z\right)} і також їх добутку. Але їх добуток є функцією {\textstyle g(z),} яка, як щойно доведено є всюди рівною 0. Ця суперечність доводить, що і {\textstyle f(z)} є всюди рівною 0.
Тому f є ін'єктивним, бієктивним неперервним відображенням із замкнутого одиничного круга у замикання області U. Оскільки одиничний круг є компактним, а U є гаусдорфовим, то із загальної топологічної теореми випливає, що f також є гомеоморфізмом.